# Michel Hindenoch
Michel Hindenoch est un conteur français,. Il fait partie des conteurs à l'origine du renouveau du conte en France,.

## Biographie
Michel Hindenoch est né en 1946 en Forêt-Noire. Après avoir étudié à l'École nationale des Beaux-Arts de Nancy, il s'installe à Paris où il rejoint les premiers folk-clubs et participe au renouveau des musiques traditionnelles. Il est notamment membre du mythique groupe Grand-Mère Funibus Folk avec lesquels il enregistre un LP éponyme en 1974, puis entame une carrière solo avec un LP "Au pays de Lerida" en 1976, regroupant des chansons et musiques de Louisiane, Canada, France et Flandre, et où il joue de tous les instruments. 
Il commence à conter à partir de 1978, en incluant dans ses veillées des histoires traditionnelles, issues du répertoire des frères Grimm. Puis, en 1980, il crée un premier spectacle intégralement dédié au conte, l'Étrange aventure de Monsieur Jolivet.
À partir de 1982 et jusqu'en 1986 il rencontre Bruno de La Salle, un des initiateurs du renouveau du conte. Il s'installe alors à Chartres, au sein du Centre de Littérature Orale créé par La Salle.
Dès 1987, il quitte le CLiO et retourne à Paris, où il a depuis créé plusieurs spectacles en solo où il raconte en s'accompagnant d'une cithare hongroise et d'une flûte de Pan.

## Spectacles
- Les Ravis
- Astérios, le mythe de Thésée et du Minotaure
- Vent d'est
- Renardises, histoires issues du Roman de Renart
- Contes de la pierre et du vent
- Fruits rouges, contes et mythes amérindiens

## Film Documentaire
Titre : "Michel Hindenoch" réalisé par Patrice Rolet. IO Production. 1997